# Pulitzer-Preis 1963
Der Pulitzer-Preis 1963 war die 47. Verleihung des renommierten US-amerikanischen Literaturpreises. Es wurden Preise in 15 Kategorien im Bereich Journalismus und dem Bereich Literatur, Theater und Musik vergeben.
Die Jury des Pulitzer-Preises bestand aus 14 Personen, unter anderem Joseph Pulitzer, Enkel des Pulitzer-Preis-Stifters und Herausgeber des St. Louis Post-Dispatch und Grayson Kirk, Präsident der Columbia-Universität.

## Preisträger
| Kategorie                                                                     | Preisträger                                                                       | Begründung |
| ----------------------------------------------------------------------------- | --------------------------------------------------------------------------------- | --- |
| Dienst an der Öffentlichkeit (Public Service)                                 | Chicago Daily News                                                                | Preis verliehen für die Berichterstattung über Probleme bei der Bereitstellung von Verhütungsmitteln durch die öffentliche Gesundheitsversorgung.                                                        |
| Lokale Berichterstattung, zeitnahe Ausgabe (Local Reporting, Edition Time)    | Sylvan Fox, Anthony Shannon und William Longgood, New York World-Telegram and Sun | Preis verliehen für die Berichterstattung des Flugzeugabsturzes in der Jamaica Bay am 1. März 1962, bei dem 95 Menschen ums Leben kamen.                                                                 |
| Lokale Berichterstattung, ohne Ausgabezeit (Local Reporting, No Edition Time) | Oscar Griffin Jr., Pecos Independent and Enterprise                               | Preis verliehen für die Aufdeckung des Skandals um Billie Sol Estes. |
| Berichterstattung im Inland (National Reporting)                              | Nathan G. Caldwell und Gene S. Graham, Nashville Tennessean                       | Preis verliehen für die Berichterstattung über Verfahren am Supreme Court, insbesondere über das Verfahren des Verfahrens der Sitzverteilung, das weitreichende Folgen für einzelne Bundesstaaten hatte. |
| Auslandsberichterstattung (International Reporting)                           | Hal Hendrix, The Miami News                                                       | Preis verliehen für die frühzeitige Berichterstattung über die Stationierung von sowjetischen MiG-21-Jagdflugzeugen und Errichtung von Raketenabschussbasen in Kuba.                                     |
| Leitartikel (Editorial Writing)                                               | Ira B. Harkey, Pascagoula Chronicle                                               | Preis verliehen für die Berichterstattung über die Prozesse im Rahmen der Integration von Afroamerikanern in Mississippi.                                                                                |
| Karikatur (Editorial Cartooning)                                              | Frank Miller, Des Moines Register                                                 | Preis verliehen für die Karikatur einer zerstören Erde, auf dem eine in Lumpen gekleidete Gestalt zu einer anderen sagt: Wir haben den Disput wirklich beigelegt, oder?                                  |
| Fotografie (Photography)                                                      | Hector Rondon, La República                                                       | Preis verliehen für die Fotografie eines venezolanischen Priester der bei einem Aufstand einen verwundeten Soldaten hält mit dem Titel Aid from the Padre.                                               |

| Kategorie                                                   | Preisträger                                                               |
| ----------------------------------------------------------- | ------------------------------------------------------------------------- |
| Belletristik (Fiction)                                      | The Reivers (dt. Titel: Die Spitzbuben) von William Faulkner              |
| Theater (Drama)                                             | nicht vergeben                                                            |
| Geschichte (History)                                        | Washington, Village and Capital, 1800–1878 von Constance McLaughlin Green |
| Biographie oder Autobiographie (Biography or Autobiography) | Henry James von Leon Edel                                                 |
| Dichtung (Poetry)                                           | Pictures from Brueghel von William Carlos Williams                        |
| Sachbuch (General Nonfiction)                               | The Guns of August (dt. Titel: August 1914) von Barbara W. Tuchman        |
| Musik (Music)                                               | Piano Concerto No. 1 von Samuel Barber                                    |